# Elsa Ehrich
Elsa Ehrich, född 8 mars 1914 i Bredereiche, död 26 oktober 1948 i Lublin, var en tysk koncentrationslägervakt och dömd krigsförbrytare.

## Biografi
Efter avslutad skolgång var Ehrich verksam i ett charkuteri. I augusti 1940 avslutade hon en utbildning till lägervakt i Ravensbrück och blev med tiden Rapportführer. I mitten av oktober 1942 kommenderades hon till Majdanek, där hon bland annat utvalde vilka fångar som skulle gasas. Efter att ha tjänstgjort i Płaszów en kortare tid kom hon i september 1944 till Neuengamme.
Ehrich greps av brittiska soldater i maj 1945. Året därpå utlämnades hon till Polen och ställdes 1948 inför rätta vid Andra Majdanekrättegången. Hon dömdes till döden och avrättades genom hängning den 26 oktober 1948.